# 야블룬코프

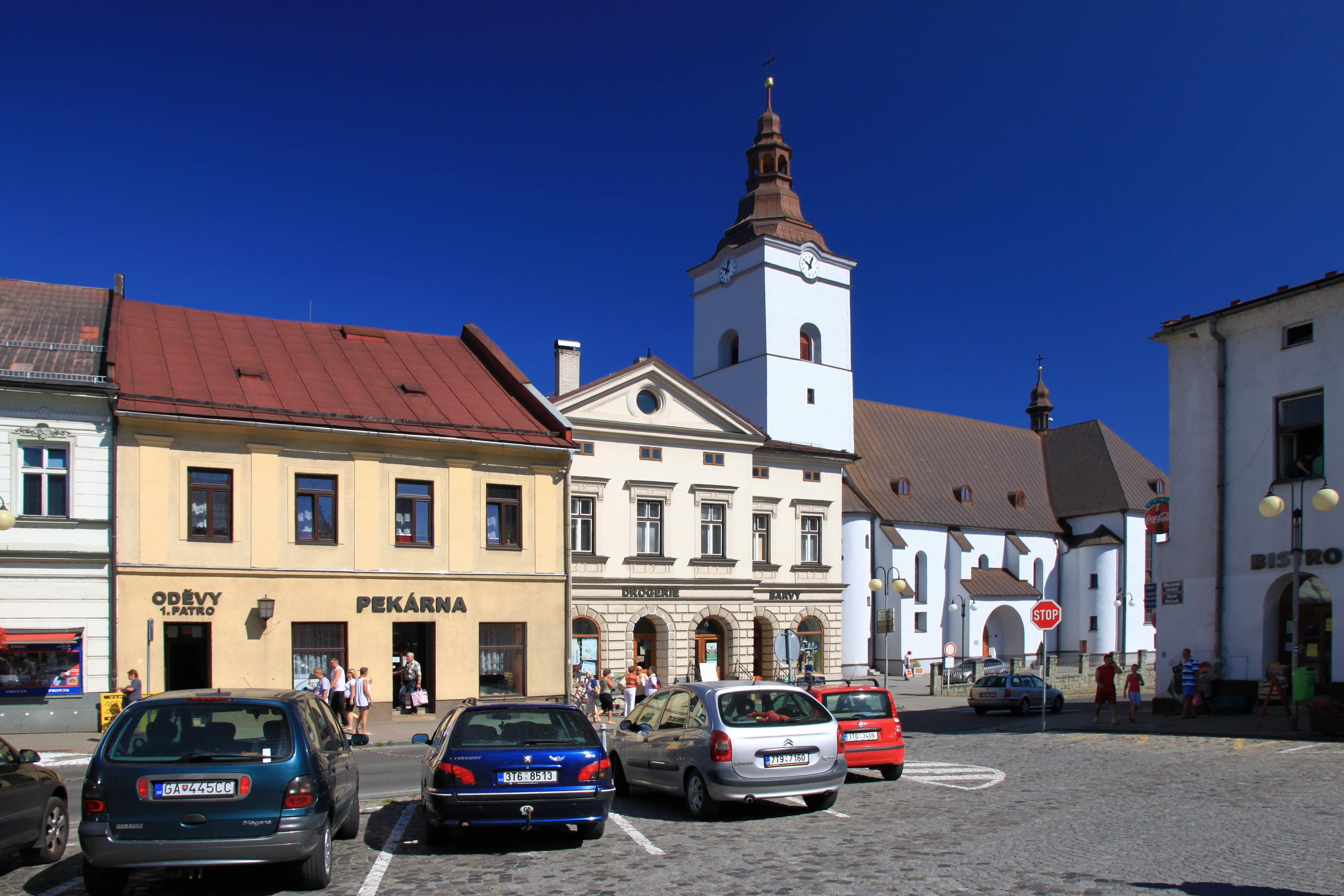
야블룬코프

야블룬코프(체코어: Jablunkov, 폴란드어: Jabłonków 야브원쿠프[*], 독일어: Jablunkau 야블룽카우[*])는 체코 모라바슬레스코 주에 위치한 도시로 면적은 10.39km2, 높이는 386m, 인구는 5,649명(2011년 기준), 인구 밀도는 540명/km2이다.
실레시아와 모라바슬레스코베스키트 산맥 사이에 위치한다. 1435년 문헌에 처음 등장했으며 1560년에는 치에신의 바츠와프 3세(Wacław III) 공작에 의해 도시 지위를 부여받았다. 주요 명소로는 1620년에 건립된 로마 가톨릭 교회당, 엘리자베스 수도원, 1655년에 건립된 성모 마리아 동상과 분수 등이 있다.

시기
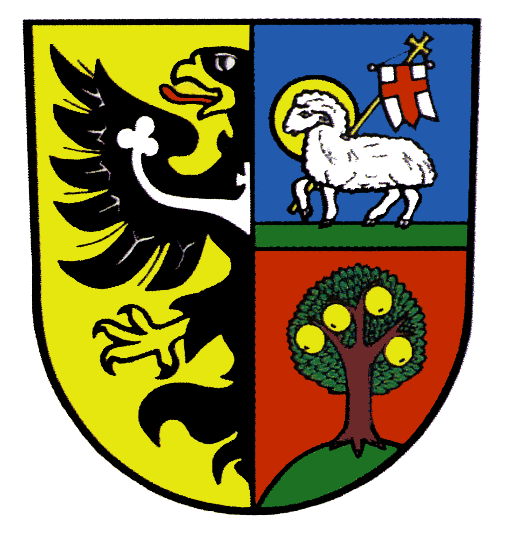
시 문장

## 인구
| 연도           | 인구  | ±%     |
| -------------- | ----- | ------ |
| 1869           | 2,659 | —      |
| 1880           | 2,988 | +12.4% |
| 1890           | 3,032 | +1.5%  |
| 1900           | 3,068 | +1.2%  |
| 1910           | 3,459 | +12.7% |
| 1921           | 3,437 | −0.6%  |
| 1930           | 3,778 | +9.9%  |
| 1950           | 4,210 | +11.4% |
| 1961           | 4,283 | +1.7%  |
| 1970           | 4,828 | +12.7% |
| 1980           | 5,169 | +7.1%  |
| 1991           | 5,788 | +12.0% |
| 2001           | 5,934 | +2.5%  |
| 2011           | 5,732 | −3.4%  |
| 2021           | 5,307 | −7.4%  |
| 출처: Censuses |       |        |